# Volta a Cataluña 1994
La Volta a Cataluña de 1994 fue la 74.ª edición de la Volta a Cataluña. Se disputó en 7 etapas del 8 al 14 de septiembre de 1994 con un total de 978,4 km. El vencedor final fue el italiano Claudio Chiappucci del equipo Carrera Jeans-Tassoni por ante Fernando Escartín y Pedro Delgado.
Álvaro Mejía no puede defender su título por dolencia, y así Chiappucci consigue llevarse la carrera gracias a su victoria en Boí-Taüll. Pedro Delgado, en su último año como profesional, consigue subir al podio.
Después de 57 años, esta edición será la última que se disputaría en septiembre.
Días más tarde de acabar la Vuelta, se informó que Abraham Olano había dado positivo por cafeína durante la disputa de la primera etapa. Un golpe confirmado la contraanálisis, se lo sancionó con la pérdida de su victoria, que fue a parar a manos de Alex Zülle, y con 10 minutos a la clasificación general

## Etapas
| Etapa | Fecha            | Ciudades de etapa                                       | km    | Vencedor de la etapa | Líder de la general |
| ----- | ---------------- | ------------------------------------------------------- | ----- | -------------------- | ------------------- |
| 1.ª   | 8 de septiembre  | Hospitalet de Llobregat – Hospitalet de Llobregat (CRI) | 5,9   | Alex Zülle           | Abraham Olano       |
| 2.ª   | 9 de septiembre  | Hospitalet de Llobregat – Cenia                         | 233,9 | Simone Biasci        | Abraham Olano       |
| 3.ª   | 10 de septiembre | Santa Bárbara – Barcelona                               | 217,5 | Simone Biasci        | Abraham Olano       |
| 4.ª   | 11 de septiembre | Lérida – Boí Taüll                                      | 166,7 | Claudio Chiappucci   | Claudio Chiappucci  |
| 5.ª   | 12 de septiembre | Caldas de Bohí - Lérida                                 | 188,1 | Laurent Jalabert     | Claudio Chiappucci  |
| 6.ª   | 13 de septiembre | Martorell – Martorell                                   | 150,7 | Massimo Donati       | Claudio Chiappucci  |
| 7.ª   | 14 de septiembre | San Felíu de Guixols – San Felíu de Guixols (CRI)       | 15,6  | Aitor Garmendia      | Claudio Chiappucci  |

### 1.ª etapa[3]
08-09-1994: Hospitalet de Llobregat, 5,9 km. (CRI):
|   | Ciclista      | Equipo     | Tiempo |
| - | ------------- | ---------- | ------ |
| - | Abraham Olano | Mapei-Clas | 7' 05" |
| 1 | Alex Zülle    | ONCE       | + 6"   |
| 2 | Erik Breukink | ONCE       | + 9"   |

|   | Ciclista      | Equipo     | Tiempo |
| - | ------------- | ---------- | ------ |
| - | Abraham Olano | Mapei-Clas | 7' 05" |
| 1 | Alex Zülle    | ONCE       | + 6"   |
| 2 | Erik Breukink | ONCE       | + 9"   |

### 2.ª etapa[4]
09-09-1994: Hospitalet de Llobregat – Cenia, 233,9 km.:
|   | Ciclista         | Equipo                  | Tiempo     |
| - | ---------------- | ----------------------- | ---------- |
| 1 | Simone Biasci    | Mercatone Uno-Medeghini | 5h 43' 23" |
| 2 | Stephen Swart    | Motorola                | m. t.      |
| 3 | Santos Hernández | ONCE                    | m. t.      |

|   | Ciclista      | Equipo     | Tiempo     |
| - | ------------- | ---------- | ---------- |
| - | Abraham Olano | Mapei-Clas | 5h 50' 32" |
| 1 | Alex Zülle    | ONCE       | + 6"       |
| 2 | Erik Breukink | ONCE       | + 9"       |

### 3.ª etapa[5]
10-09-1994: Santa Bárbara – Barcelona, 217,5 km.:
|   | Ciclista      | Equipo                  | Tiempo     |
| - | ------------- | ----------------------- | ---------- |
| 1 | Simone Biasci | Mercatone Uno-Medeghini | 6h 01' 17" |
| 2 | Ángel Edo     | Kelme-Avianca           | m. t.      |
| 3 | Ján Svorada   | Lampre-Panaria          | m. t.      |

|   | Ciclista      | Equipo     | Tiempo      |
| - | ------------- | ---------- | ----------- |
| - | Abraham Olano | Mapei-Clas | 11h 51' 49" |
| 1 | Alex Zülle    | ONCE       | + 6"        |
| 2 | Erik Breukink | ONCE       | + 9"        |

### 4.ª etapa[6]
11-09-1994: Lérida – Boí Taüll, 166,7 km.:
|   | Ciclista           | Equipo                | Tiempo     |
| - | ------------------ | --------------------- | ---------- |
| 1 | Claudio Chiappucci | Carrera Jeans-Tassoni | 4h 57' 27" |
| 2 | Pedro Delgado      | Banesto               | m. t.      |
| 3 | Laudelino Cubino   | Kelme-Avianca         | m. t.      |

|   | Ciclista           | Equipo                | Tiempo      |
| - | ------------------ | --------------------- | ----------- |
| 1 | Claudio Chiappucci | Carrera Jeans-Tassoni | 16h 49' 35" |
| 2 | Pedro Delgado      | Banesto               | + 2"        |
| 3 | Fernando Escartín  | Mapei-Clas            | + 10"       |

### 5.ª etapa[7]
12-09-1994: Caldas de Bohí - Lérida, 188,1 km.:
|   | Ciclista          | Equipo                | Tiempo     |
| - | ----------------- | --------------------- | ---------- |
| 1 | Laurent Jalabert  | ONCE                  | 4h 32' 06" |
| 2 | Davide Bramati    | Lampre-Panaria        | m. t.      |
| 3 | Samuele Schiavina | Carrera Jeans-Tassoni | m. t.      |

|   | Ciclista           | Equipo                | Tiempo      |
| - | ------------------ | --------------------- | ----------- |
| 1 | Claudio Chiappucci | Carrera Jeans-Tassoni | 21h 21' 41" |
| 2 | Pedro Delgado      | Banesto               | + 2"        |
| 3 | Fernando Escartín  | Mapei-Clas            | + 10"       |

### 6.ª etapa[8]
13-09-1994: Martorell, 150,7 km.:
|   | Ciclista                  | Equipo                  | Tiempo     |
| - | ------------------------- | ----------------------- | ---------- |
| 1 | Massimo Donati            | Mercatone Uno-Medeghini | 3h 40' 45" |
| 2 | José Manuel García García | Mapei-Clas              | m. t.      |
| 3 | Antonio Sánchez García    | Artiach                 | + 2"       |

|   | Ciclista           | Equipo                | Tiempo      |
| - | ------------------ | --------------------- | ----------- |
| 1 | Claudio Chiappucci | Carrera Jeans-Tassoni | 25h 02' 48" |
| 2 | Pedro Delgado      | Banesto               | + 2"        |
| 3 | Fernando Escartín  | Mapei-Clas            | + 10"       |

### 7.ª etapa[9]
14-09-1994: San Felíu de Guixols, 15,6 km. (CRI):
|   | Ciclista          | Equipo  | Tiempo  |
| - | ----------------- | ------- | ------- |
| 1 | Aitor Garmendia   | Banesto | 19' 29" |
| 2 | Orlando Rodrigues | Artiach | + 6"    |
| 3 | Jesús Montoya     | Banesto | + 13"   |

|   | Ciclista           | Equipo                | Tiempo      |
| - | ------------------ | --------------------- | ----------- |
| 1 | Claudio Chiappucci | Carrera Jeans-Tassoni | 25h 02' 48" |
| 2 | Fernando Escartín  | Mapei-Clas            | + 21"       |
| 3 | Pedro Delgado      | Banesto               | + 30"       |

## Clasificación General
|   | Ciclista               | Equipo                  | Tiempo      |
| - | ---------------------- | ----------------------- | ----------- |
|   | Claudio Chiappucci     | Carrera Jeans-Tassoni   | 25h 22' 31" |
| 2 | Fernando Escartín      | Mapei-Clas              | + 21"       |
| 3 | Pedro Delgado          | Banesto                 | + 30"       |
| 4 | Wladimir Belli         | Lampre-Panaria          | + 1' 04"    |
| 5 | Antonio Sánchez García | Artiach                 | + 1' 10"    |
| - | Abraham Olano          | Mapei-Clas              | + 1' 29"    |
| 6 | Johan Bruyneel         | ONCE                    | + 1' 37"    |
| 7 | Erik Breukink          | ONCE                    | + 2' 03"    |
| 8 | Massimo Donati         | Mercatone Uno-Medeghini | + 2' 22"    |
| 9 | Daniel Clavero         | Artiach                 | + 2' 25"    |

## Clasificación de la montaña
|   | Ciclista           | Equipo                     | Puntos    |
| - | ------------------ | -------------------------- | --------- |
| 1 | José Manuel Uría   | Deportpublic-Castellblanch | 59 puntos |
| 2 | Claudio Chiappucci | Carrera Jeans-Tassoni      | 36 puntos |
| 3 | Daniel Clavero     | Artiach                    | 34 puntos |

## Clasificación de las Metas volantes
|   | Ciclista         | Equipo                     | Puntos |
| - | ---------------- | -------------------------- | ------ |
| 1 | Stefano Cembali  | Carrera Jeans-Tassoni      | 19     |
| 2 | Stefano Checchin | Carrera Jeans-Tassoni      | 4      |
| 3 | José Manuel Uría | Deportpublic-Castellblanch | 3      |

## Mejor Equipo
|   | Equipo     | Nacionalidad | Tiempo      |
| - | ---------- | ------------ | ----------- |
| 1 | Artiach    | España       | 76h 12' 26" |
| 2 | Banesto    | España       | + 54"       |
| 3 | Mapei-Clas | Italia       | + 5' 22"    |